# Osmo Ikola
Osmo Kalervo Ikola, född 6 februari 1918 i Joensuu, död 27 april 2016 i Åbo, var en finländsk språkvetare som under åren 1975–1981 tjänstgjorde som rektor vid Åbo universitet.
Han föddes i Joensuu som en son till språkvetaren Niilo Ikola och Salli Ikola, född Paloheimo. Han tog studenten från Finska klassiska lyceum i Åbo 1936 och påbörjade samma år studier vid Åbo universitet med finska språket och dess släktspråk som huvudämne. Han avlade kandidatexamen 1940 och disputerade 1949 på en avhandling om tempus och modus i den första finska översättningen av Bibeln.
Vid Åbo universitet var Ikola professor i finska språket och dess släktspråk 1951–1962 och i finska språket 1962–1981. Från 1954 till 1960 var han även tillförordnad professor i finska språket vid Åbo handelshögskola. Han var verksam som dekanus vid Åbo universitets humanistiska fakultet från 1954 till 1957, som prorektor från 1970 till 1975 och som rektor från 1975 till 1981. År 1965 utnämndes han till ledamot av Finska Vetenskapsakademien.
Ikola var också aktiv utomlands. Han var lektor i finska vid Uppsala universitet från 1947 till 1951 och gästprofessor vid Columbia University 1963 samt vid Göttingens universitet 1971. 
Till Ikolas forskningsintressen hörde bland annat det finska standardspråket, dialekterna och det gamla skriftspråket. Han har varit verksam i Finska språknämnden vid Forskningscentralen för de inhemska språken, där han från 1980 till 1988 var ordförande, och har författat verk om språkvård. Hans Nykysuomen käsikirja, en av de mest kända handböckerna i finska, kom ut 1971 och har publicerats i flera upplagor.